# 野武士 (建築家)
野武士（のぶし）は、1940年代の前半に生まれ、1970年代ごろより頭角を現した、日本の建築家を総称する言葉である。パトロンを得ず、主に個人宅を中心に自らの作品性を追求する様子を野武士に例えたものであり、1979年の槇文彦による論考である、「平和な時代の野武士たち」を通して広まった。

## 歴史

### モダニズムの行き詰まり
1960年代から1970年代にかけての建築界においては、建築を通して社会をよりよく改良できるという考えは行き詰まりに達していると考えられるようになり、その反動としてモダニズム建築の機能主義に対する異議が論じられるようになった。ジェイン・ジェイコブズは1961年の『アメリカ大都市の死と生』において都市の複雑さ・多様性を評価し、それを損なう近代都市計画を批判したほか、ロバート・ヴェンチューリは1966年の『建築の多様性と対立性』においてモダニズムの建築が有する一義性を否定し、相反する概念を取捨選択しない、ハイブリッドな態度を志した。また、ヴェンチューリは1972年の『ラスベガス』を通してラスベガス・ストリップを分析し、歴史建築にふくまれる様々な「意味」を再発見し、現代建築に援用することを主張した。
こうした動向は、日本においてもほとんど同時代的に伝わっていた。1970年代の日本においては『SD』『都市住宅』『a+u』といった建築誌が立て続けに創刊され、建築家あるいは批評家同士による活発な論議がおこなわれていた。市川紘司はこの時期を建築メディア環境の最盛期であったと論じている。1969年よりはじまった『美術手帖』の連載をもととし、1973年に刊行された磯崎新の『建築の解体』は当時の近代建築批判を適切に要約した書籍であり、当時の若い建築家のあいだで熱狂的に支持された。また、「ポストモダニズム」の語を提唱し、建築界のみならず人文学全般に強い影響を与えた、チャールズ・ジェンクスの『ポストモダニズムの建築言語』は、原著出版の翌年にあたる1978年に、『a+u』の臨時増刊として、はやくも日本語版が刊行されている。

### 1970年代の日本建築の状況

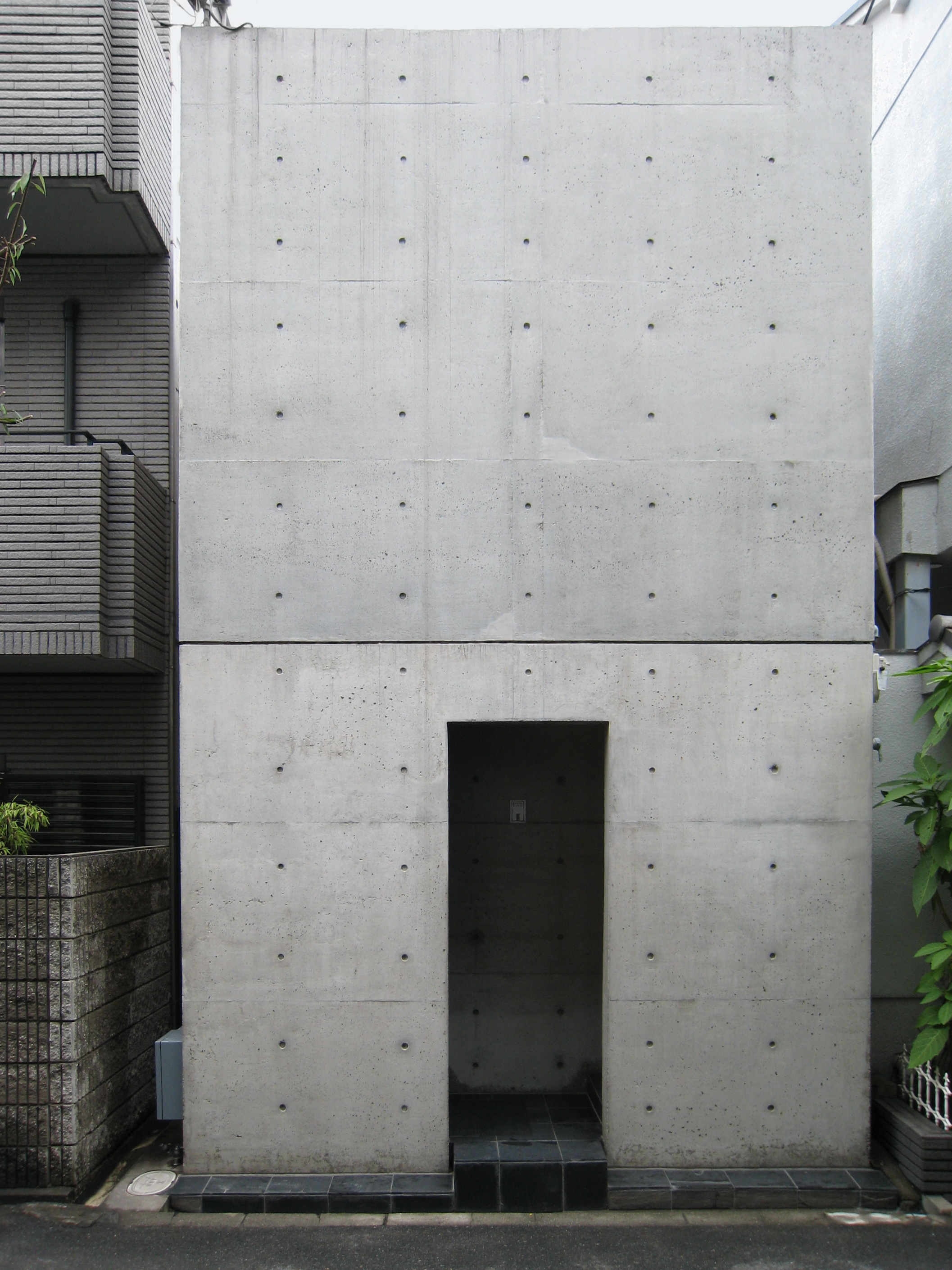
安藤忠雄『住吉の長屋』。1970年代の若手建築家の多くは、個人住宅を主な活動領域とした。

日本における進歩主義的な建築観は1970年の日本万国博覧会をもってピークに達していた。八束はじめは大阪万博を日本の近代の終局点と位置づけ、日埜直彦はこれを「モダニズムがほとんど奇形的なところにまで行き着いた象徴的なイベント」と定置する。高度経済成長期の需要を担うべく、当時の日本の建築教育は拡大されており、丹下健三や磯崎新がそうであったように、新人がスケールの大きな建築に挑戦する機会も十分にあった。しかし、1970年代には都市開発や住宅産業のシステムがほとんど完成されていたうえに、1973年のオイルショックを引き金として高度経済成長期は終焉した。ゆえに、このとき輩出された若手建築家の多くは仕事にあぶれることとなった。
また、後に「野武士」と呼ばれることとなるこの時代の若手建築家は、大学闘争の時代に教育を受けており、従来の建築が有していた体制的性格に敏感になっていた。このような理由から、「野武士」はおもに住宅建築を手掛けた。市川紘司によれば、当時の彼らの作品には概して、システム化された住宅産業からの離別、加えて住宅内部に豊穣な空間を創出したり、独自の資材をもとに建築をおこなうための独創的な設計方法論が通底している。そのテーマ性は非常に多様であり、日埜はこの状況について「『連帯を求めて孤立を恐れず』という全共闘のスローガンがそこに底流していた」と論じる。
この時代の建築家のありかたは日埜いわく「ほとんど発散的といって良いほどに多様」であった。彼らの作品としては、たとえば毛綱毅曠の『反住器』（1972年）、石山修武の『幻庵』（1975年）、安藤忠雄の『住吉の長屋』（1977年）などがしられる。門脇耕三いわく、こうした野武士世代の手掛けた住宅建築は、それ以前の社会の進歩を記念するような建築とは一線を画すものであり、都市や社会の肥大化に際して疎外される住民に寄り添う批評的態度を有していた。一方で、松村淳は彼らが掲げた「都市に住まう」というイデオロギーはあくまで口実に過ぎず、彼らは「パドックにおける賭け金作り＝住宅の設計に精を出し、いち早くそこから抜け出して本レースたる建築家界に入界することを目指した」と述べる。野武士世代のさらに下の世代にあたる隈研吾は、「多くのクライアントの生活が、その革命的革命的行為の犠牲になった」と、彼らの住宅建築を批判している。また、林昌二は彼らの実験的な住宅建築は日本の都市開発や住宅開発の周縁部でおこなわれたものであり、後の社会に強い影響を遺し得なかった「虚しくも華麗なあだ花」であると論じている。

### 「平和な時代の野武士たち」

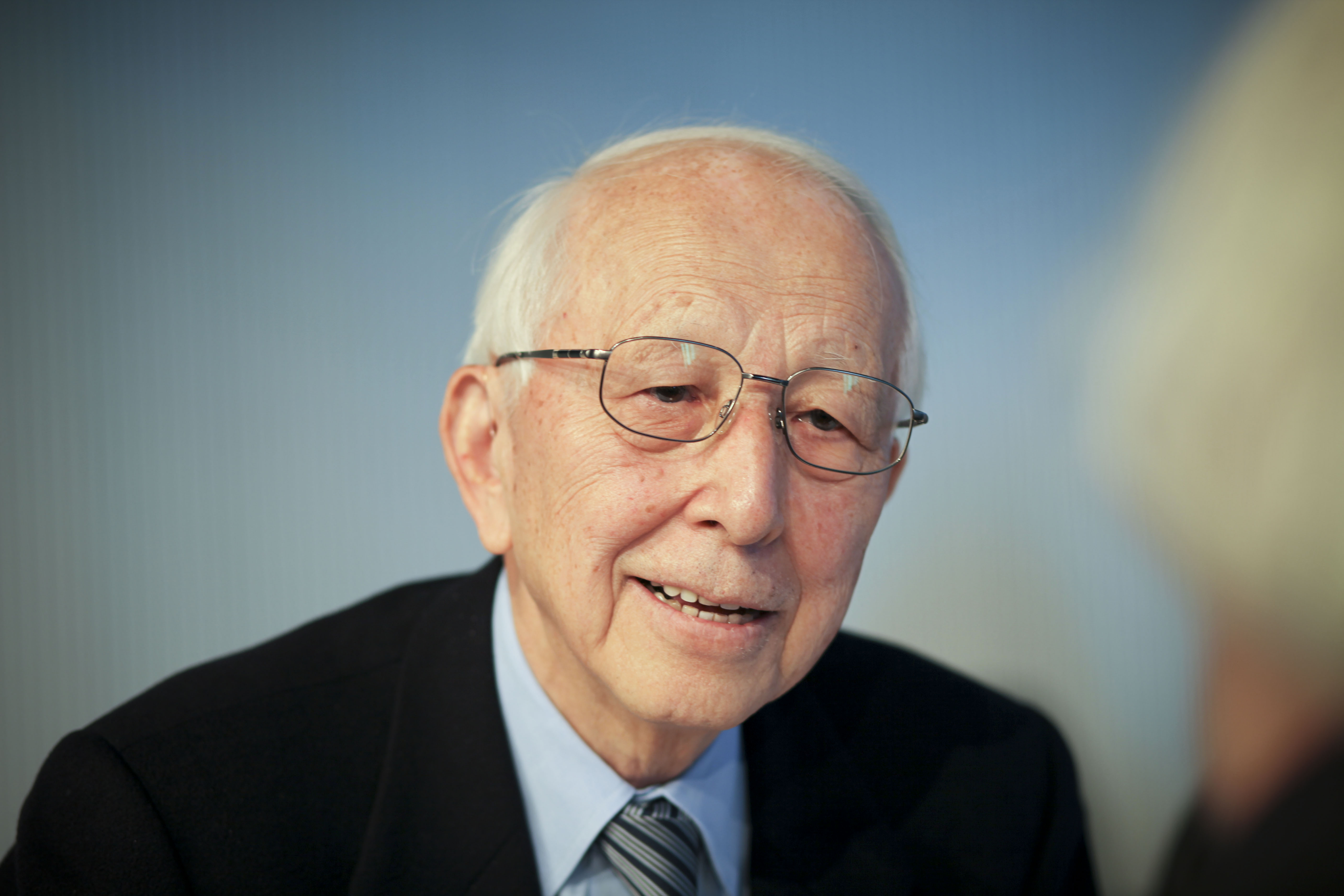
槇文彦（2010年）。「平和な時代の野武士たち」の著者。

「平和な時代の野武士たち」は、『新建築』1979年10月号に掲載された、槇文彦による論考である。言及の対象となったのは早川邦彦・土岐新・相田武文・富永譲・長谷川逸子・石井和紘・渡辺豊和であり、当時の槇は51歳、評論の対象となった建築家は40歳前後であった。これらの人選はいずれも編集部によって選ばれたものであり、槇は彼らの作品を訪ね歩き、「個人の印象記」としてエッセイを書いた。彼は記事中で扱った建築家を野武士にたとえ、「野武士は主を持たない。したがって権力を求めない。60年代に大学を卒業した彼らにとって、20世紀のマスターであったコルビュジエ、ライト、ミースらはもはや歴史上の人たちになりつつあった。そして彼らは学園闘争の時代を経て権力に対するシラケさも身につけてきた」と論じた。
この「野武士」という形容について、倉方俊輔は、伊藤ていじによる1973年の論考において、相田武文を評して「泥くさいという言葉は、ある程度適用できる。裸馬にまたがって大漁旗を振りかざしながら原野を突進する野武士にとって、正直なところそんなことはどうだってよいのである」という表現があることを指摘している。
倉方が述べるよう、「平和な時代の野武士たち」は概して若手建築家の各々の実践にエールを送るものであり、世代論を意図したものではなかった。とはいえ、この文章は従来の建築家と新世代の建築家の寄って立つところの違いを明らかにするようなものでもあり、のちに伊東豊雄・安藤忠雄・石山修武・毛綱毅曠なども含む、同世代の建築家の総称として定着した。伊東豊雄はこの呼び名について「うまい呼び方だと思ったけれど、当時は悔しいなと思いました」と述懐している。

### 野武士とバブル建築

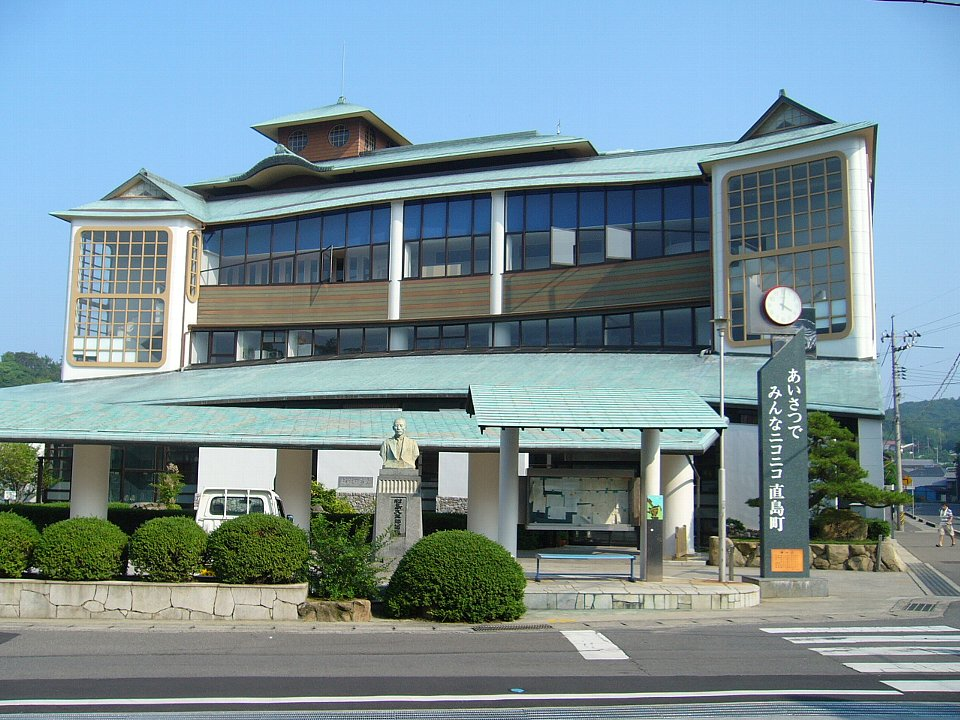
石井和紘『直島町役場』

彼ら野武士世代は、1980年代のバブル景気と、それによる豊富な資金の流入を背景に、ポストモダン建築の旗手として活躍するようになる。例えば、石井は『直島町役場』（1983年）で日本の有名建築をコラージュした作品を作ったほか、毛綱は『釧路市立博物館』（1984年）で神秘主義を背景とする建築を築いた。渡辺は『龍神村民体育館』（1987年）で地元木材とコンクリートを併用したハイブリッド的建築をつくった。
しかし、バブル崩壊とともにポストモダン建築も衰退し、ハコモノ行政に対する世論も厳しくなっていった。1995年には阪神・淡路大震災による建築に対する信頼のゆらぎ、地下鉄サリン事件の首謀団体であるオウム真理教のサティアンが、一切の装飾を有さないバラック建築であったことの衝撃などから、建築界のデザインに対する姿勢は変化を余儀なくされることとなった。